# Schismatothele moonenorum
Espèce
Schismatothele moonenorum est une espèce d'araignées mygalomorphes de la famille des Theraphosidae.

## Distribution
Cette espèce est endémique de Guyane,. Elle se rencontre vers Montsinéry-Tonnegrande.

## Description
Le mâle holotype mesure 20,31 mm.

## Systématique et taxinomie
Cette espèce a été décrite par Moeller, Weinmann et Guadanucci en 2023.

## Étymologie
Cette espèce est nommée en l'honneur de Joep et Marijke Moonen.

## Publication originale
- Moeller, Weinmann & Guadanucci, 2023 : « Genus Schismatothele Karsch, 1879 (Araneae, Theraphosidae): taxonomic notes and seven new species description. » European Journal of Taxonomy, vol. 861, p. 78-112 (texte intégral).